# هزینه کل

تجزیه مجموع هزینه ها به عنوان مجموع هزینه های ثابت و هزینه های متغیر. در هزینه-حجم-سود تجزیه و تحلیل

منحنی کل هزینه‌ها غیر خطی می‌تواند نشان دهنده افزایش و کاهش بازده باشد.

در اقتصاد و حسابداری هزینه کل (TC) توصیف کل هزینه اقتصادی تولید و ساخته شده است به عبارت دیگر مجموع هزینه‌های متغیر و هزینه های ثابت هستند که مستقل از کمیت خوبی تولید شده و شامل ورودی (سرمایه) است.
دیگر مدل های اقتصادی باید کل متغیر منحنی هزینه (و در نتیجه کل هزینه منحنی) نشان دادن مفاهیم افزایش و بعد کاهش های حاشیه ای را برمی گرداند.
در بازاریابی لازم است بدانید که چگونه کل هزینه های شکاف میان متغیر و ثابت شده است. "این تمایز بسیار مهم، در پیش بینی درآمد تولید شده توسط تغییرات مختلف در واحد فروش و در نتیجه تاثیر مالی از پیشنهاد کمپین های بازاریابی است." در یک نظرسنجی از حدود 200 مدیران ارشد بازاریابی 60 درصد پاسخ دادند که آنها "متغیر و هزینه های ثابت" متریک بسیار مفید است.

## همچنین نگاه کنید
- نیمه متغیر هزینه
- منحنی هزینه
- کل هزینه خرید
- کل هزینه مالکیت